# Vesdre
 (septembre 2018).
Si vous disposez d'ouvrages ou d'articles de référence ou si vous connaissez des sites web de qualité traitant du thème abordé ici, merci de compléter l'article en donnant les références utiles à sa vérifiabilité et en les liant à la section « Notes et références ».
La Vesdre [vɛsdʁ] (allemand : Weser) est une rivière belgo-allemande, affluent en rive droite de l'Ourthe, donc sous-affluent de la Meuse.

## Géographie
La Vesdre prend sa source à l'est des Hautes Fagnes belges, dans l’Eifel, près du village allemand de Konzen, dans la commune de Montjoie (Monschau), à quelques kilomètres à peine de la frontière belge. Près de Roetgen, une déviation de 2,5 km a été construite pour éviter d'éventuelles pollutions bactériennes.
Avec la Ghete ou Getzbach en allemand, elle alimente le barrage d'Eupen qui sert de point de captage d'eau potable.
La ligne 37 des chemins de fer Belges remonte sa vallée à partir de Liège jusqu'à Limbourg pour ensuite atteindre Aix-la-Chapelle.

## Étymologie
Le nom Vesdre (Weser en Allemagne et dans la partie germanophone de la Belgique) provient du très vieux vocable Vizara ou Izara, formé de deux racines pré-celtiques accolées. La première, viz- ou iz-, et la seconde -ara. Iz ou viz signifiant « vallée creuse », et ara voulant dire « cours d'eau », le mot Vizara ou Vesdre signifie donc « cours d'eau dans la vallée creuse ».
Les deux racines se rencontrent dans bien d'autres noms de cours d'eau d'Europe, tant dans l'ancienne Gaule que dans les régions avoisinantes. On reconnait aisément Viz-ara dans le nom du fleuve du nord de l'Allemagne arrosant Brême et qui s'appelle Weser (prononcez véz-er), ainsi que dans les noms Vézère et Auvézère, tous deux cours d'eau de Nouvelle-Aquitaine.
La forme iz-ara se retrouve bien sûr dans le nom de la grande rivière française appelée Isère, qui d'ailleurs a donné son nom à un important département.
Mais elle constitue aussi l'origine du nom de la rivière Isar qui arrose Munich en Bavière, et dans celui du petit fleuve franco-belge Yser, tous deux provenant de izara, ou encore dans le nom que les romains donnaient à l'Oise : Isara c'est-à-dire iz-ara. L'adjectif « isarien » a d'ailleurs subsisté en français moderne pour qualifier ce qui se rapporte à l'Oise.
Weser (nom allemand de Vesdre) est également le nom d'un fleuve d'Allemagne du nord passant à Brême. En français, ce fleuve se nomme parfois Visurge.

## Histoire

### Au Moyen Âge
Au Moyen Âge, elle est appelée la Grande-Eau, en wallon : Grânte Ëwe. Elle sépare le ban d’Olne de la seigneurie de la Haute-Fraipont et, face à Coucoumont, de la Basse-Fraipont. On tirait une ligne imaginaire au milieu du lit de la rivière et la moitié qui coulait le long du ban d’Olne lui appartenait. Sur la longueur du ban d'Olne, le seigneur a le droit de pêche et le cède à des pêcheurs affermés par le prévôt de Saint-Adalbert. Ils doivent payer un saumon annuel à chacun des fonctionnaires de la cour d'Olne : le mayeur, le foustî (garde-champètre) et les sept échevins, chargés de la police des eaux.

### AuXVIIIesiècle
Selon des cartes datant de 1777, la Vesdre se nommait, à cette époque, Vesder. Les villes/villages traversés par cette rivière étaient : Port d'Eupen, Goé, Dolhain, Forteresse de Limbourg, Verviers, Hodimont, Lambermont, Ensival, Maison Bois, Pepinster, Goffontaine, Nessonvaux, Haute Fraipont, Basse Fraipont, Haut Letrou, Brush, Chaudfontaine, Vaux et Chênée.
La Vesdre est navigable au XVIIIe siècle de Chênée à Goffontaine. Dix-sept digues sur ce parcours sont équipées d’un pertuis qui permet le passage de barques à fond plat.

### AuXIXesiècle
La vallée de la Vesdre, notamment Verviers et son activité lainière, deviennent un important pôle industriel alimenté en eau et en énergie par des barrages et moulins à eau.
En 1834 est définitivement décidée la création d'un chemin de fer d'Anvers au Rhin, dont fait partie la ligne 37 de Liège à la frontière allemande. Sa construction prend fin en 1843 ; l'arrivée des trains, du charbon et les améliorations apportées au réseau routier mettront fin à la navigation fluviale.

### AuXXIesiècle
La vallée de la Vesdre, fort encaissée, et ses affluents en Allemagne et à Spa, sont très durement frappés par les inondations de juillet 2021 en Belgique. Plusieurs maisons bâties près de la rivière s'effondrent, notamment à Pepinster et les crues de la Vesdre et de l'Ourthe contribuent à aggraver celle de la Meuse.

### Évocation artistique
L'écrivain Victor Hugo dit de la vallée de la Vesdre qu'elle est « la plus ravissante vallée qu'il y ait au monde, qui est quelquefois un ravin, souvent un jardin, toujours un paradis ».

## Hydrologie
Après un parcours d'environ 60 km, la Vesdre rejoint l'Ourthe à Chênée (Liège), 2 600 m avant que celle-ci ne rejoigne la Meuse. Elle arrose entre autres Eupen, Limbourg, Dolhain, Verviers, Pepinster, Prayon et Chaudfontaine.
L'eau de la Vesdre venant principalement des Hautes Fagnes est très pauvre en minéraux, donc idéale pour laver les laines. Ceci a favorisé l'implantation d'industries du textile au XVIIIe siècle dans la vallée. Celle-ci fit d'ailleurs l'objet de « guerres des eaux » (avec construction de divers détournements) entre la haute-Vesdre et le bassin de la Gileppe avant la souveraineté complète de la Belgique sur la région à partir de 1920 (voir Barrage de la Gileppe - particularités hydrographiques).

### Affluents
De l'amont vers l'aval, les principaux affluents de la Vesdre sont :
- la Ghete ou Getzbach au lac d'Eupen ;
- la Helle à Eupen ;
- la Gileppe à Béthane (Limbourg) ;
- le ru de Mangombroux à Verviers ;
- la Hoëgne à Pepinster ;
- le Ry de La-Saute, ruisseau qui marque la limite sud-est du ban d'Olne avec le ban de Soiron (Pepinster) ;
- le Ry de Vaux à Nessonvaux ;
- le ry de Mosbeux à Trooz ;
- la Magne à Prayon ;
- le Ri du Cheneau, petit ruisseau qui est la limite primitive de la paroisse de Fléron au XIIe siècle, et probablement la limite du domaine des Pépinides — ancêtres de la dynastie carolingienne — au VIIe siècle ;
- le Ry-Ponet à Chênée.

### Débit
Le débit moyen observé à Chênée (Liège) entre 1995 et 2004 est de 11,4 m3/s. Durant la même période on a enregistré :
- un maximum moyen de 14,7 m3/s en 2002 ;
- un minimum moyen de 6,3 m3/s en 1996.

## Protection de la biodiversité
La basse vallée de la Vesdre sur une superficie de 318 212 ha sur les communes de Chaudfontaine, Fléron, Olne et Trooz est proposée au classement en tant que site du Réseau Natura 2000 depuis 2002 par une décision du gouvernement wallon,.

## Galerie photos

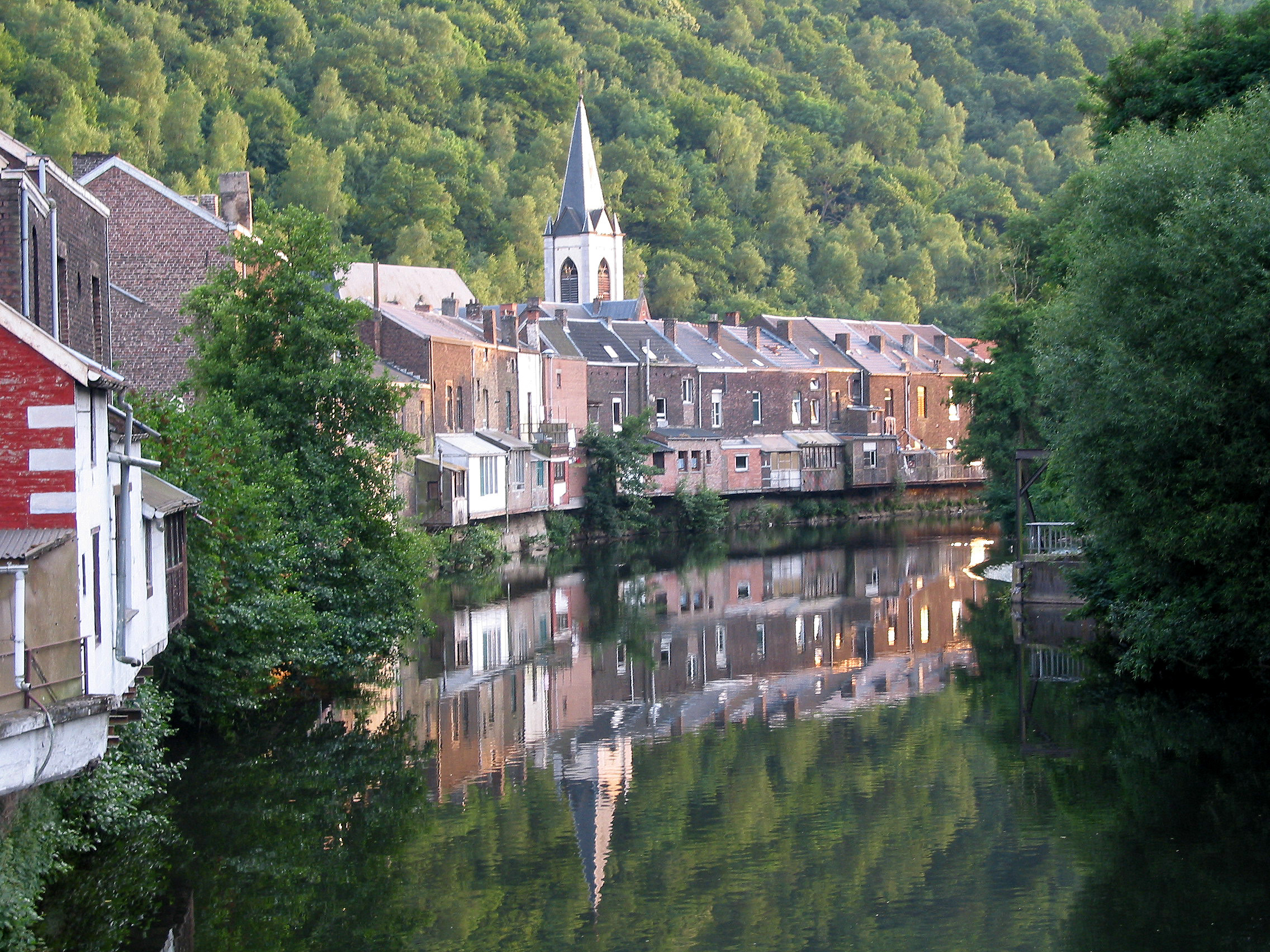
Chaudfontaine et son reflet dans la Vesdre.
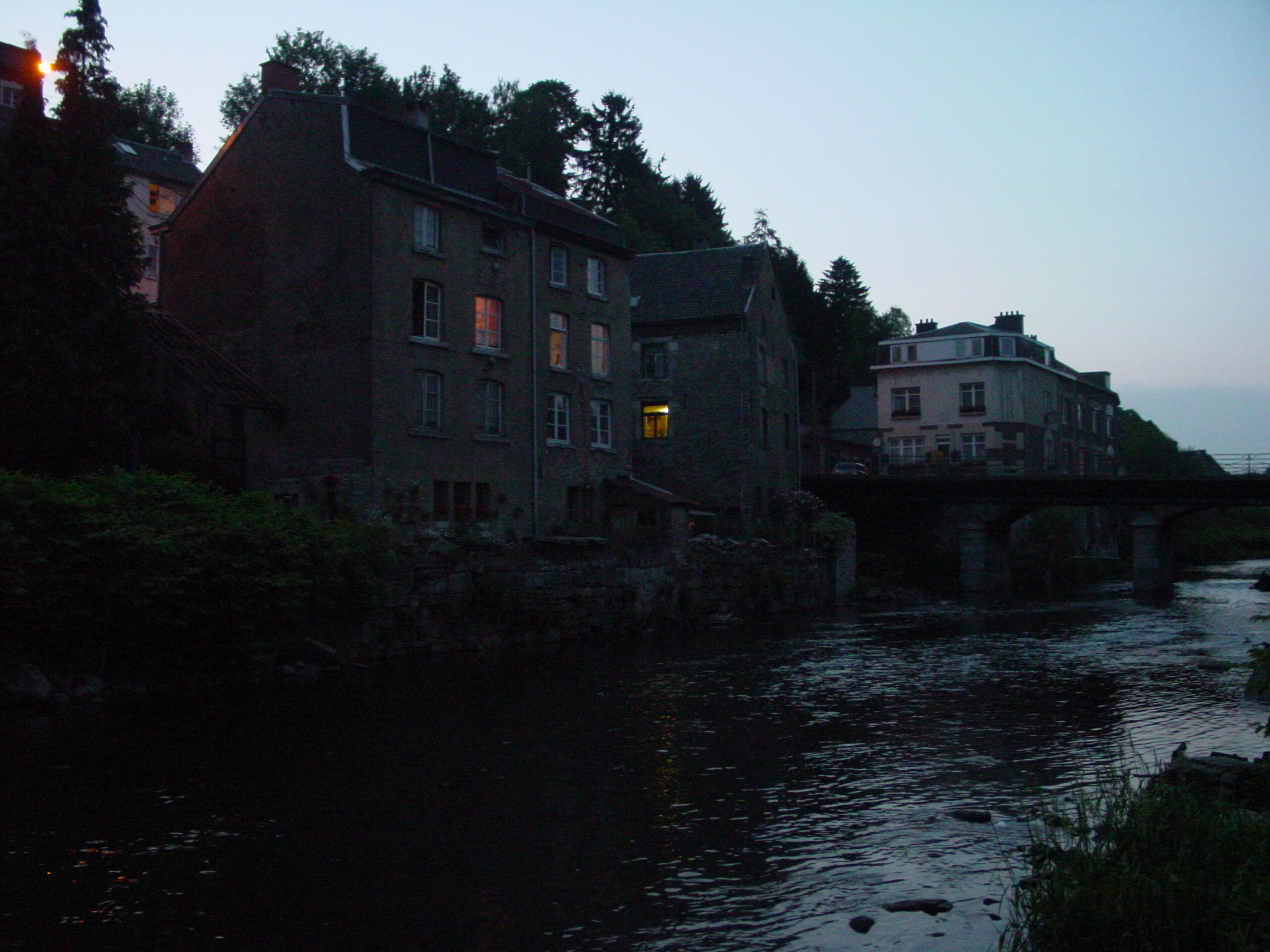
La Vesdre au pont d'Ensival.
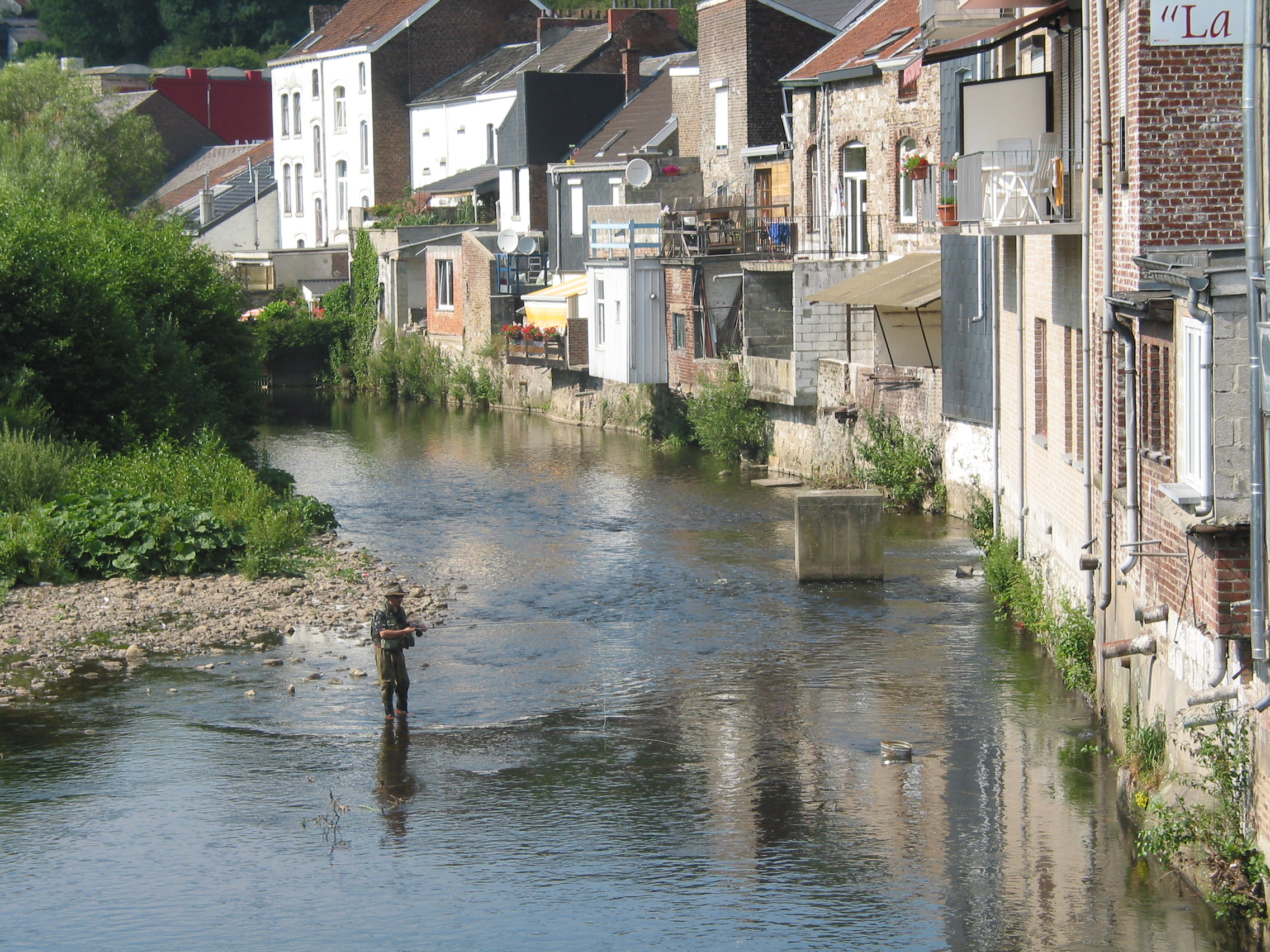
Un pêcheur dans la Vesdre à Limbourg.
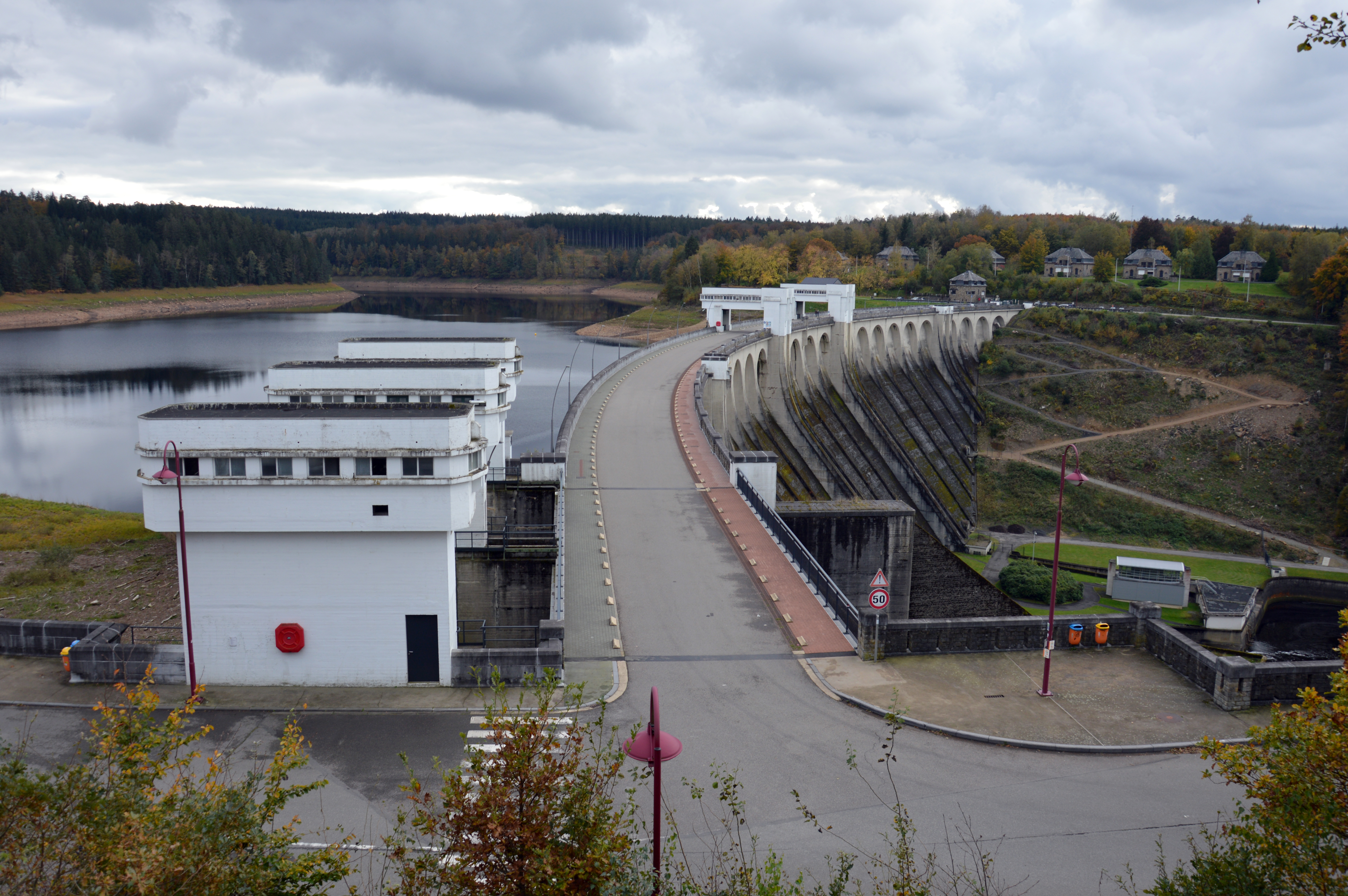
Le barrage d'Eupen.
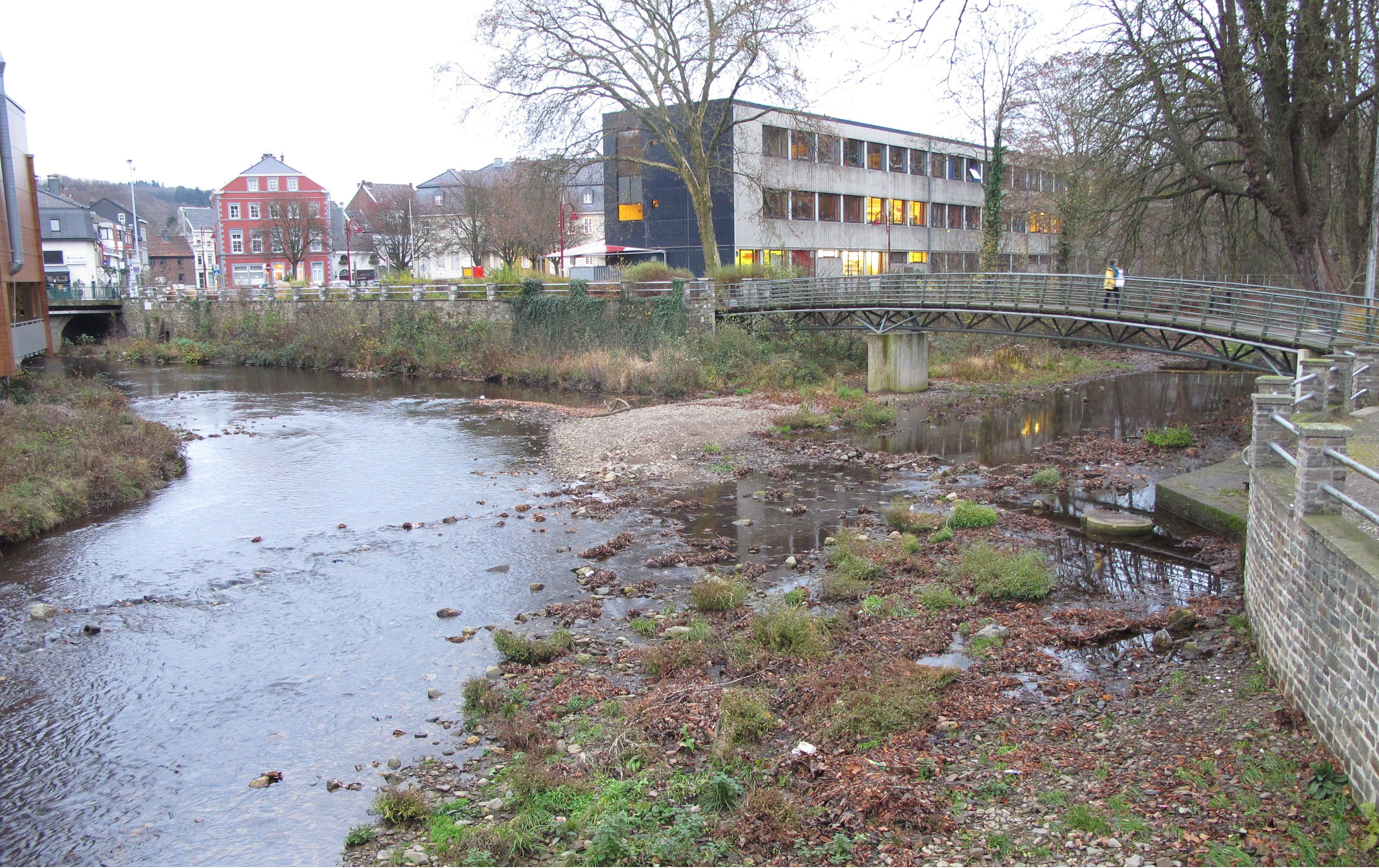
La Vesdre à Eupen.
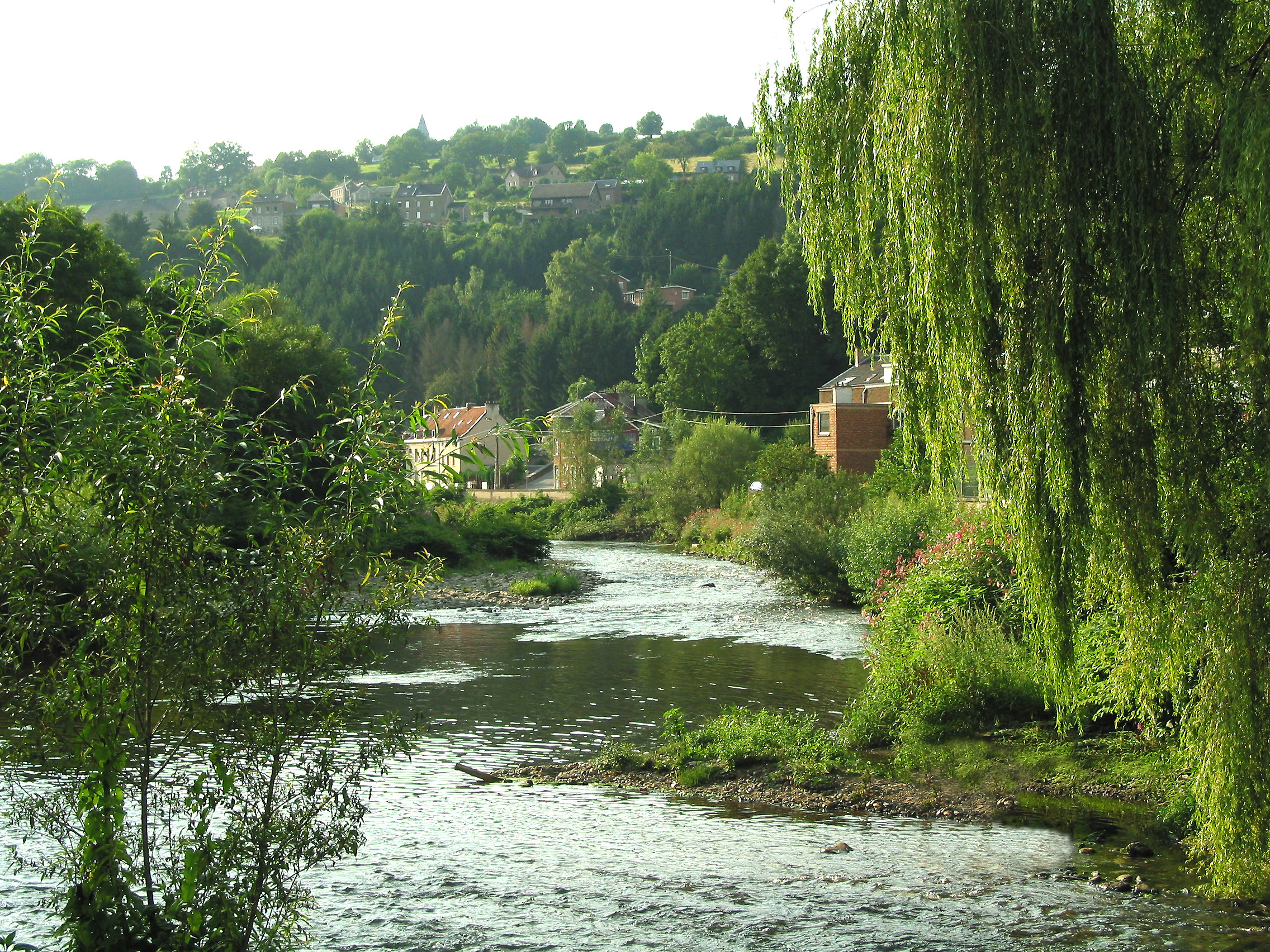
La Vesdre à Pépinster.
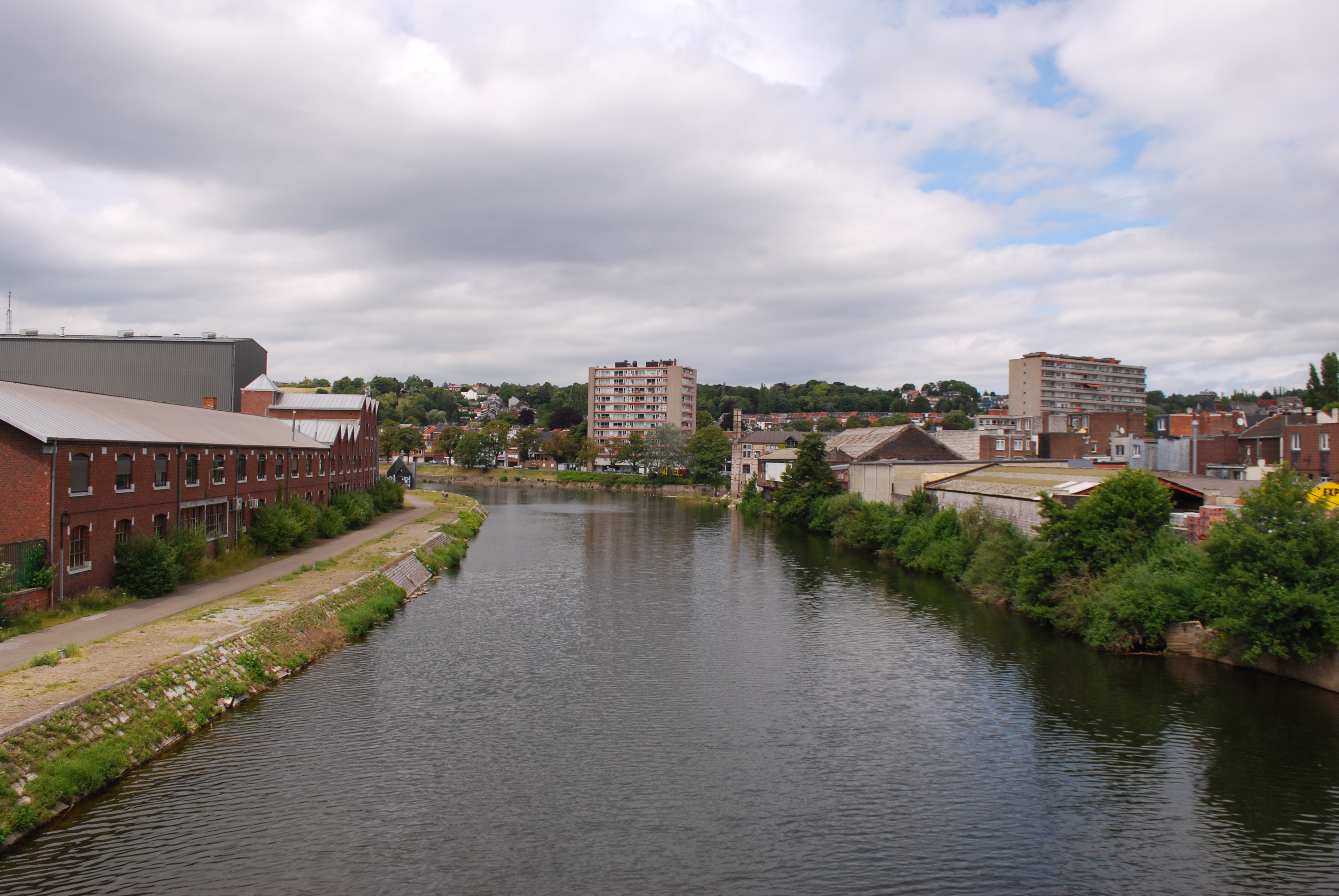
La Vesdre près de son embouchure dans l'Ourthe à Liège.